# Марсіанська мова
Марсіанська мова (також «марсіанське письмо», кит. трад. 火星文, піньїнь: huǒxīng wén) — умовна назва способу кодування китайського письма. Застосовується в Інтернеті з початку 2000-х років, спочатку як мережевий сленг, а згодом — як спосіб уникнення цензурних заборон.

## Історія
Марсіанську мову вперше стала використовувати тайванська молодь для спілкування в Інтернеті на початку 2000-х років. Пізніше вона поширюється і на материкову частину Китаю. Зростання популярності мови було пов'язане з її використанням в онлайн-грі Audition Online, а також у сервісі миттєвого обміну повідомлень Tencent QQ. Пік популярності мови припав на 2007—2008 роки. Починаючи з 2005 року, тайванське видавництво Huasi Publishing Department видало ряд популярних книг про марсіанську мову. Назву мови приписують до фрази з фільму 2002 року «Шаолінський футбол», в якому один із персонажів говорить: «Земля надто небезпечна, повернімося на Марс!».
У січні 2006 року в одному з коледжів студентам було запропоновано завдання, пов'язане з розшифровкою фрагментів тексту марсіанською мовою, що викликало обговорення або навіть осуд у ЗМІ. Як результат, було прийнято рішення про заборону подібних тестових завдань у майбутньому.
Згідно з опитуванням 2008 року, «марсіанську мову» використовували 80 % молодих людей від 15 до 20 років. Молоді «марсіанська мова» підходила ще й тому, що вона була незрозуміла для батьків і їх вчителів (у Китаї батьки нерідко переглядають зміст особистих щоденників підлітків).
Крім того, користувачі Інтернету стали вдаватися до цієї мови і для того, щоб обійти цензуру. Так, у Weibo існує перевірка на наявність у тексті ключових слів, занесених до чорного списку, однак «марсіанські» фрази алгоритм не розпізнає і пропускає їх. У 2014 році посольство Великої Британії в Китаї опублікувало звіт про права людини за 2013 рік, написавши його назву марсіанською мовою.

## Принцип кодування
«Марсіанська мова» являє собою суміш китайських, корейських, японських, латинських знаків писемності, арабських цифр і загальновживаних символів.
Щоб закодувати слово по-марсіанськи, китайські ієрогліфи об'єднують, поділяють і перебудовують, поєднуючи їх з іншими знаками. Наприклад, слово «一个» (yī gè), яке означає «один», перетворюється в «① 嗰»: ієрогліф «一» замінюється символом «①», а до традиційної версії ієрогліфа «个» зліва додається невеликий квадрат.
У мові використовуються арабські цифри (4 означає «смерть» або слово «si», а в іншому контексті — «так» чи «shi») і елементи англійського сленгу: «u» означає «ти». Деякі слова взяті з китайської, але містять орфографічні помилки. Інші вирази можуть складатися з одного символа, але мати на увазі ціле слово (i = «любов»).
Також у мові існує безліч смайликів з використанням спеціальних символів, наприклад «⊙﹏⊙» для подиву або «*> ﹏> *» для позначення хитрої людини. Велику роль відіграє латинське поєднання orz, що позначає людину на колінах, розпластавшись на землі. Так, просто orz використовується для позначення дитини, тоді як ORZ може позначати дорослого, Orz вказує на велику голову, а or2 на випнуті сідниці тощо.
Загалом, чим більш хитромудрим і складним для сприйняття є спосіб кодування, тим «крутішим» це вважається.

## Приклад закодованої фрази
- Марсіанською: «b 要 + 装» «偶 ㄇ ㄇ AKS»
- Значення: «Не прикидайся, (а то) моя мама розсердиться»

### Пояснення
- b це ініціаль фонетичного знака bu (不), що означає «не (роби)»
- ou (偶) являє собою афектовану вимову wo (我), в даному випадку використовується в значенні «мій»
- «ㄇ ㄇ» означає «мама», тут «ㄇ» є початковим фонетичним знаком в ієрогліфах ma (妈), mei (妹) і ін.
- «AKS» позначає слово qisini (气死你, «змушувати когось сердитися»); ймовірно, AKS означає російський автомат AKS-74U, і хоча «74U» опущено, воно мається на увазі, при цьому «74» за вимовою схоже на qisi (气死, «вмирати від злості»), а «U» означає «ти».